# Glenmore Park
Glenmore Park är en stadsdel i utkanten av storstadsområdet Sydney i Australien. Den ligger i kommunen City of Penrith och delstaten New South Wales, i den sydöstra delen av landet, omkring 51 kilometer väster om centrala Sydney.
Glenmore Park är det största samhället i trakten.
I omgivningarna runt Glenmore Park växer huvudsakligen savannskog. Runt Glenmore Park är det tätbefolkat, med 442 invånare per kvadratkilometer. Genomsnittlig årsnederbörd är 1 267 millimeter. Den regnigaste månaden är februari, med i genomsnitt 216 mm nederbörd, och den torraste är juli, med 25 mm nederbörd.